# 강윤 (가수)
강윤(본명:편강윤, 1992년 4월 7일 ~ )은 대한민국의 가수이다.

## 학력
- 신광여자고등학교

## 방송
- 2021년 : 동아 TV 고다비 SHWO

## 영화
- 2014년 : 어느 멋진 날 - 시내 역
- 2021년 : 해피 뉴 이어 - 간호사 역

## 앨범
- 2011년 블레이디
- 2016년 Don't Give UP

## 수상
- 2010년 미스턴 월드 코리아 패셔니스타상
- 2011년 제19회 대한민국 문화연예대상 신인상